# Riechedly Bazoer
Riechedly Bazoer, né le 12 octobre 1996 à Utrecht aux Pays-Bas, est un footballeur international néerlandais qui joue au poste de milieu défensif au Konyaspor.

## Carrière
Titulaire régulier dans l'équipe de Frank de Boer au début de la saison 2015-2016, il s'affirme par son abattage défensif, sa technique, et sa vitesse de course, complément idéal de Davy Klaassen ou encore Nemanja Gudelj. Son compatriote Hedwiges Maduro dit de lui : « Je pense que Riechedly Bazoer est le plus grand talent aujourd’hui à l’Ajax et peut rapporter beaucoup au club en cas de transfert. Il est encore jeune, mais il est puissant et très calme balle au pied. C’est rare de voir ça chez un joueur aussi jeune. Il possède également une belle qualité de passes, il est vraiment complet. »

## Statistiques
| Saison                | Club                  | Championnat           | Championnat | Championnat | Coupe nationale | Coupe nationale | Coupe de la Ligue | Coupe de la Ligue | Supercoupe | Supercoupe | Compétition(s) continentale(s) | Compétition(s) continentale(s) | Compétition(s) continentale(s) | Total | Total |
| Saison                | Club                  | Division              | M.          | B.          | M.              | B.              | M.                | B.                | M.         | B.         | Comp.                          | M.                             | B.                             | M.    | B.    |
| 2014-2015             | Ajax Amsterdam        | Eredivisie            | 17          | 1           | 1               | 0               | -                 | -                 | -          | -          | C3                             | 4                              | 1                              | 22    | 2     |
| 2015-2016             | Ajax Amsterdam        | Eredivisie            | 29          | 5           | 2               | 0               | -                 | -                 | -          | -          | C1+C3                          | 2+6                            | 0+0                            | 39    | 5     |
| 2016-2017             | Ajax Amsterdam        | Eredivisie            | 5           | 0           | 2               | 1               | -                 | -                 | -          | -          | C1+C3                          | 2+1                            | 0+0                            | 10    | 1     |
| Sous-total            | Sous-total            | Sous-total            | 51          | 6           | 5               | 1               | -                 | -                 | -          | -          | -                              | 15                             | 1                              | 71    | 8     |
| 2016-2017             | VfL Wolfsburg         | Bundesliga            | 12          | 0           | 1               | 0               | -                 | -                 | -          | -          | -                              | -                              | -                              | 13    | 0     |
| 2017-2018             | VfL Wolfsburg         | Bundesliga            | 13          | 0           | 1               | 0               | -                 | -                 | -          | -          | -                              | -                              | -                              | 14    | 0     |
| Sous-total            | Sous-total            | Sous-total            | 25          | 0           | 2               | 0               | -                 | -                 | -          | -          | -                              | -                              | -                              | 27    | 0     |
| 2018-2019             | FC Porto (prêt)       | Primeira Liga         | -           | -           | -               | -               | 1                 | 1                 | -          | -          | C1                             | 1                              | 0                              | 2     | 1     |
| Sous-total            | Sous-total            | Sous-total            | -           | -           | -               | -               | 1                 | 1                 | -          | -          | -                              | 1                              | 0                              | 2     | 1     |
| 2018-2019             | FC Utrecht (prêt)     | Eredivisie            | 14          | 3           | -               | -               | -                 | -                 | -          | -          | -                              | -                              | -                              | 14    | 3     |
| Sous-total            | Sous-total            | Sous-total            | 14          | 3           | -               | -               | -                 | -                 | -          | -          | -                              | -                              | -                              | 14    | 3     |
| 2019-2020             | Vitesse Arnhem        | Eredivisie            | 22          | 3           | 3               | 0               | -                 | -                 | -          | -          | -                              | -                              | -                              | 25    | 3     |
| 2020-2021             | Vitesse Arnhem        | Eredivisie            | 29          | 5           | 5               | 0               | -                 | -                 | -          | -          | -                              | -                              | -                              | 34    | 5     |
| 2021-2022             | Vitesse Arnhem        | Eredivisie            | 22          | 1           | 3               | 0               | -                 | -                 | -          | -          | C4                             | 12                             | 0                              | 37    | 1     |
| Sous-total            | Sous-total            | Sous-total            | 73          | 9           | 11              | 0               | -                 | -                 | -          | -          | -                              | 12                             | 0                              | 96    | 9     |
| 2022-2023             | AZ Alkmaar            | Eredivisie            | 16          | 0           | 1               | 0               | -                 | -                 | -          | -          | C4                             | 8                              | 0                              | 25    | 0     |
| Sous-total            | Sous-total            | Sous-total            | 16          | 0           | 1               | 0               | 0                 | 0                 | 0          | 0          | -                              | 8                              | 0                              | 25    | 0     |
| Total sur la carrière | Total sur la carrière | Total sur la carrière | 179         | 18          | 19              | 1               | 1                 | 1                 | -          | -          | -                              | 36                             | 1                              | 235   | 21    |

## Palmarès

### En club
- Ajax
  - Championnat des Pays-Bas :
    - Vice-champion : 2015 et 2016
- Vitesse Arnhem
  - Coupe des Pays-Bas :
    - Finaliste : 2021

### En équipe nationale
- Pays-Bas -17 ans
  - Vainqueur du championnat d'Europe des moins de 17 ans en 2012